# Bedotella armata
Bedotella armata är en nässeldjursart som först beskrevs av Francois Jules Pictet de la Rive och Bedot 1900.  Bedotella armata ingår i släktet Bedotella och familjen Hebellidae. Inga underarter finns listade i Catalogue of Life.